# Apatía

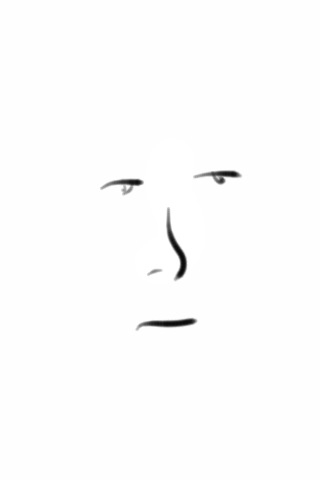
Apatía gráfica.

La apatía es la falta de emoción, motivación o entusiasmo. Es un término psicológico para un estado de indiferencia, en el que un individuo no responde a aspectos de la vida emocional, social o física.

## Tipología
La apatía clínica se considera depresión en el nivel más moderado y se diagnostica como trastorno de identidad disociativa en cosas que no se consideran importantes.[cita requerida]
Se sabe que ciertas sustancias químicas causan síntomas asociados con o desencadenantes de la apatía. La ausencia de dopamina en el cerebro causa apatía.[cita requerida]
Uno de los síntomas más claros de la apatía es la falta de interés por una o varias cosas, o por todo en general. La persona apática también sufrirá una disminución de la productividad en sus actividades diarias, pérdida de iniciativa, de motivación, no tendrá interés en tener nuevas experiencias, aprender nuevas cosas y en relacionarse con otras personas.
Ciertas enfermedades y trastornos como la depresión, el Alzheimer, Parkinson, esquizofrenia, trastorno esquizoide de la personalidad, la enfermedad de Wernicke y muchas otras pueden causar apatía. Sin embargo, hay que tener en cuenta que no toda persona que sufra de alguna de estas enfermedades o trastornos en general va a presentar apatía, ni toda persona que la presente tiene por qué estar padeciendo una enfermedad o trastorno, ya que en muchos casos (en la mayoría) la apatía no está ocasionada por ninguna enfermedad o trastorno y suele desaparecer a lo largo del tiempo dependiendo de la persona en cuestión.

## Historia
En los principios del Cristianismo, los cristianos adoptaron el término «apatía» para referirse al desprecio de todas las preocupaciones mundanas; un estado de mortificación, como describe el evangelio. Así, la palabra ha sido usada desde entonces entre los escritores más devotos. En particular, Clemente de Alejandría dio al término una excesiva popularidad, creyendo que así arrastraría a los filósofos al Cristianismo, al aspirar a tan sublime extremo de virtud.
El concepto de apatía fue más aceptado en la cultura popular durante la Primera Guerra Mundial, en la que las atroces condiciones del frente occidental llevaban a la apatía y la reacción de estrés al combate a millones de soldados.

## Apatía en términos comunes y religiosos
Como diagnóstico clínico, la «apatía» no indica pereza, pero en el uso común del término la correlación es bastante directa. En la doctrina religiosa, la pereza se considera un pecado capital que conduce a una mayor disociación con la vida y la presencia. En este contexto, estar sustancialmente disociado es estar «en el hades», o lo que es lo mismo, en un estado en el que el espíritu o el alma está destruido o en un estado de destrucción.
El concepto de disociación es controvertido: en la práctica de las religiones orientales, como el hinduismo o el budismo, por ejemplo, un estado de meditación avanzado tiene aspectos de extrema falta de deseo: aunque se cree que la religión y el ritual de la meditación proporcionan la base adecuada para recuperarse apropiadamente de la indiferencia y beneficiarse de su experiencia. Así, algunos críticos ven a los ascetas o santos esforzándose por lograr un nivel de «apatía» que los teólogos prefieren llamar disociación o indiferencia.